# 徳島県道199号脇三谷線
徳島県道199号脇三谷線（とくしまけんどう199ごう わきみたにせん）は、徳島県美馬市を通る一般県道である。

## 概要
美馬市脇町大字脇町から美馬市穴吹町三島三谷に至る

### 路線データ
- 起点：徳島県美馬市脇町大字脇町（脇町本町交差点、徳島県道12号鳴門池田線交点）
- 終点：徳島県美馬市穴吹町三島三谷（国道192号交点）
- 陸上距離：2.671 km[1]

## 歴史
- 1959年（昭和34年）1月31日 - 徳島県道76号脇三谷線として認定。
- 1972年（昭和47年）3月10日 - 徳島県道199号脇三谷線として再認定。

## 路線状況

### 道路施設

#### 橋梁
- 脇町潜水橋（吉野川、舞中島潜水橋とも呼ばれる）

## 地理

### 通過する自治体
- 徳島県
  - 美馬市

### 交差する道路
| 交差する道路                      | 交差する場所   | 交差する場所          |
| --------------------------------- | -------------- | --------------------- |
| 徳島県道12号鳴門池田線 / 現道     | 脇町大字脇町   | 脇町本町交差点 / 起点 |
| 徳島県道12号鳴門池田線 / バイパス | 脇町大字脇町   |                       |
| 国道192号                         | 穴吹町三島三谷 | 終点                  |

### 沿線
- 道の駅藍ランドうだつ（徳島県道12号鳴門池田線バイパス経由）
- 吉野川